# 阿塞拜疆—格魯吉亞關係
阿塞拜疆和格魯吉亞這两个邻國小國（前蘇聯加盟共和國）之间存在外交關係。阿塞拜疆在第比利斯设有大使馆，格魯吉亞在巴庫设有大使馆。两國都是歐洲委员会、歐洲安全与合作组织（歐安组织）和黑海经济合作组织（黑海经合组织）的正式成员。這两國与乌克兰和摩尔多瓦同為古阿姆民主与经济发展组织的四个创始成员國之一。
两國關係密切、友好。格魯吉亞前总统萨卡什维利曾形容两國關係為“谁反对阿塞拜疆或格魯吉亞，谁就是我們两國的敌人”。 

## 侨民

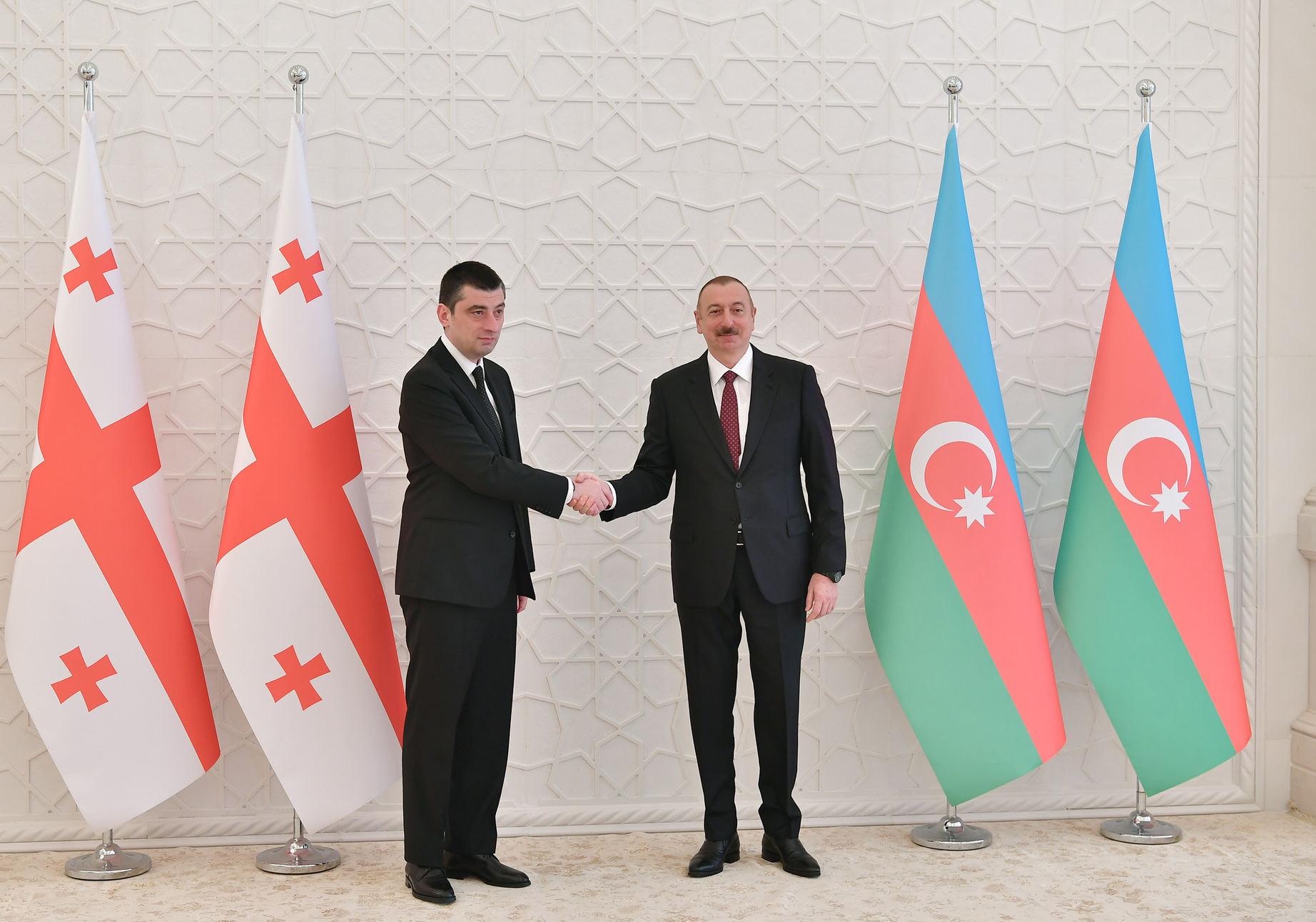
阿塞拜疆总统伊利哈姆·阿利耶夫于2019年10月9日在巴庫会见格魯吉亞总理乔治·加卡里亚

格魯吉亞有284,761名阿塞拜疆人。他們是格魯吉亞最大的少数民族，占格魯吉亞人口的 6.5%，主要分布在下卡尔特利大区、卡赫蒂大区、内卡尔特利大区和姆茨赫塔-姆蒂亚内蒂大区。首都第比利斯也有一个大型阿塞拜疆社區。阿塞拜疆的格魯吉亞少数民族人数较少，被称為“因吉洛伊”。

## 历史
格魯吉亞和阿塞拜疆自1918年首次建立独立國家以来一直保持着友好關係。 1919 年 6 月 16 日，阿塞拜疆民主共和國和格魯吉亞民主共和國签署了第一份防御条约，以对抗安东·邓尼金将军的志愿军白军，后者威胁要对两國边境发起进攻。 雖然扎卡塔拉地區存在领土争端，格魯吉亞对阿塞拜疆支持短命的西南高加索共和國表示担忧，但两國仍保持和平關係在俄罗斯内战的混乱岁月里。 1920 年 4 月阿塞拜疆被布尔什维克军队占领后，阿塞拜疆政治精英的几名成员搬到了格魯吉亞，格魯吉亞也在 1921 年初落入了前进的蘇聯手中。两國于1922年成為蘇聯加盟共和國，并保持着良好的關係。
1991年，阿塞拜疆和格魯吉亞恢复独立，并于1992年11月18日建立外交關係。為平衡地區利益，1997年10月10日，阿塞拜疆和格魯吉亞成為古阿姆民主与经济发展组织四个创始成员國中的两个。各國在巴庫-第比利斯-杰伊汉管道、卡尔斯-第比利斯-巴庫铁路、 TRACECA 、黑海经合组织等區域能源开发、交通和经济伙伴關係项目上广泛合作。格魯吉亞和阿塞拜疆的地區军事和安全联盟沿着北约和平伙伴计划以及与土耳其共同保护巴庫-第比利斯-杰伊汉管道的方向发展。

## 能源
1990年12月， 茲維亞德·加姆薩胡爾季阿（格魯吉亞语：ზვიად გამსახურდია）领导下的格魯吉亞与阿塞拜疆签署了经济、科学、技术和文化领域的合作协议。 1993年2月，谢瓦尔德纳泽领导下的格魯吉亞与阿塞拜疆缔结了一项影响深远的友好、合作和相互關係条约，包括共同安全安排并保证格魯吉亞不会向亚美尼亚再出口阿塞拜疆石油或天然气。 1993年，第一次纳戈尔诺-卡拉巴赫战争期间，阿塞拜疆试图向格魯吉亞施压，要求其加入对亚美尼亚的封锁，但没有成功。 
两國通过多个重要的區域项目连接起来，包括“巴庫-苏普萨”和“巴庫-第比利斯-杰伊汉”石油管道以及“巴庫-第比利斯-埃尔祖鲁姆”天然气管道。两國还在建设巴庫-第比利斯-卡尔斯铁路，该铁路将把两國与歐洲连接起来。阿塞拜疆也是格魯吉亞最重要的贸易伙伴之一。

## 贸易
格魯吉亞向阿塞拜疆出口的产品包括水泥、机车和其他铁路车辆、矿物和化肥、矿泉水、烈性饮料、玻璃和玻璃器皿以及药品等。阿塞拜疆向格魯吉亞出口的产品包括石油和石油产品、天然气、塑料制品、水果蔬菜、食品、家具和建筑。 

## 边界
雖然兩國在能源領域的關係良好，但格魯吉亞和阿塞拜疆的边界仍有待澄清。尤其有争议的是格魯吉亞大卫·加雷哈修道院建筑群，该修道院由两國瓜分。 格魯吉亞外交部副部长乔治·曼加拉泽提议，格魯吉亞愿意用其他领土换取大卫·加雷贾的剩余领土，因為它对格魯吉亞人具有历史和文化意义。 由于大卫·加雷贾的战略军事重要性，阿塞拜疆不赞成這次土地交换。  2007年4月，阿塞拜疆外交部副部长哈拉夫·哈拉福夫表示，该修道院“是高加索阿尔巴尼亚人的家园，据信他們是阿塞拜疆最早的居民”。 对此，格魯吉亞外交部长盖拉·贝朱阿什维利表示，哈拉福夫的历史课“完全无法理解”，“他应该读读世界历史”。
阿塞拜疆官员在最近的评论中证实，阿塞拜疆“愿意与格魯吉亞实施修复该建筑群的联合项目”。 然而，官方关于该建筑群可能成為“共享旅游區”的建议引发了格魯吉亞公众的愤慨。全格魯吉亞大主教伊利亚二世 (Catholicos-Patriarch of All Georgia Ilia II)表示，“這座修道院是一座神圣的圣地，应该完全位于格魯吉亞的土地上。” 格魯吉亞总统米哈伊尔·萨卡什维利淡化了這一争端，并表示“可以通过友好对话解决”。

## 争议
阿塞拜疆和格魯吉亞虽然建立了友好關係，但有時亦會发生一些争议。 2015 年 7 月 2 日，在第比利斯举行的歐洲联赛预选赛首回合比赛中，当地迪纳摩队对阵加巴拉队，发生了一起被称為足球丑闻的有争议事件，這对阿塞拜疆与格魯吉亞的關係构成了严重威胁，并引发了阿塞拜疆民众的愤怒。最糟糕和最严重的事件发生在比赛期间，当时一个格魯吉亞球迷团体张贴了一张海报，上面写着“我們记住1921年的扎加塔拉和卡赫”註1。经过歐足联官员的努力，该海报被拿走。事件发生后，第比利斯迪纳摩管理层立即发表声明，谴责這一事件，并与足球流氓保持距离。高层官员也对這一事件做出了立即反应。 格魯吉亞总理伊拉克利·加里巴什维利说道：“与阿塞拜疆政府和人民的战略關係对格魯吉亞来说非常重要。作為格魯吉亞政府首脑，我坚决声明，任何人都不会做出這样的挑衅行為，给与阿塞拜疆的關係蒙上阴影”。他还呼吁该國内政部对涉嫌事件展开调查。 
2019年，阿塞拜疆和格魯吉亞之间的紧张局势升级，因為两國对大卫加雷贾修道院建筑群的所有权存在争议。 
註1：歷史上，薩因吉洛省（Saingilo）的部分人口是格魯吉亞人，現在該地是亞塞拜疆的一部分。格魯吉亞球迷提起的這段歷史，並聲稱歷史上該地是格魯吉亞的領土，布爾什維克在1920年代初期，錯誤地將該地給予亞塞拜疆蘇維埃社會主義共和國。